# Tönnersa
Tönnersa är en bebyggelse i Eldsberga socken i Halmstads kommun i Halland. Vid SCB ortsavgränsning 2020 klassades den som en småort.
I Tönnersa finns flera gravkullar från vikingatiden (se bild). Många fornfynd som flintyxor, pilspetsar och gamla boplatser finns i området.
Tönnersa naturreservat ligger mellan kusten och motorvägen E6.
Tönnersa strand är känd för sin fina sandstrand och de många och stora sanddynerna.